# Pleurothyrium cinereum
Pleurothyrium cinereum är en lagerväxtart som beskrevs av H. van der Werff. Pleurothyrium cinereum ingår i släktet Pleurothyrium och familjen lagerväxter. Inga underarter finns listade i Catalogue of Life.